# Ligne de tramway 1 (SNCV Groupe de Louvain)
Pour les articles homonymes, voir Ligne 1.
La ligne 1 est une ancienne ligne du tramway de Louvain de la Société nationale des chemins de fer vicinaux (SNCV) qui reliait Heverlee à Linden.

## Histoire
Kessel-Lo (dépôt) - Stapelhuizen - Gare centrale -  Place du Marché (Grote Markt) - Porte de Namur (Naamsepoort) - Heverlé station; ouverture en septembre 1912;
En 1948, la ligne est équipée de la signalisation automatique pour les voies uniques entre Louvain et Linden.

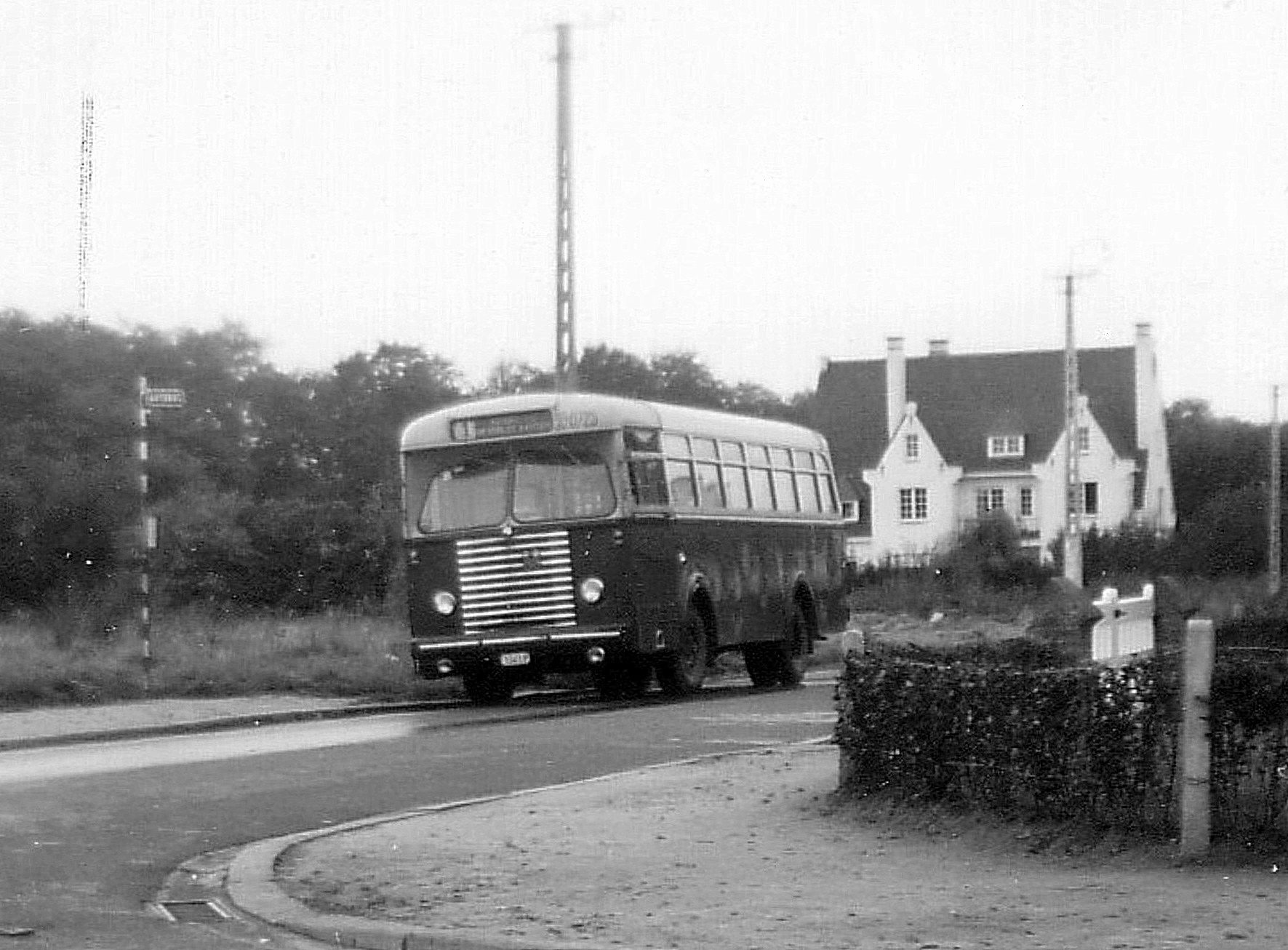
1960, autobus Chevrolet GT30/Jonckheere sur la ligne 1 au terminus à Heverlee.

La ligne est supprimée le 21 mars 1953 et remplacée par une ligne d'autobus sous le même indice (nl).

## Exploitation

### Horaires
Tableaux : 323 (1931), numéro de tableau partagé entre les lignes urbaines du réseau de Louvain : 1, 2, 3, 4, 5.